# Nuphar advena
Nuphar advena är en näckrosväxtart. Nuphar advena ingår i släktet gula näckrosor, och familjen näckrosväxter.

## Underarter
Arten delas in i följande underarter:
- N. a. advena
- N. a. orbiculata
- N. a. ozarkana
- N. a. ulvacea
- N. a. cubana